# آخرین وسوسه مسیح (فیلم)
آخرین وسوسه مسیح (به انگلیسی: The Last Temptation of Christ) فیلمی در ژانر درام و حماسی محصول سال ۱۹۸۸ به کارگردانی مارتین اسکورسیزی است که فیلمنامه آن را پل شرادر برپایه رمان آخرین وسوسه مسیح نوشتهٔ نیکوس کازانتزاکیس نویسندهٔ یونانی نوشته‌است.
موسیقی متن این فیلم را پیتر گابریل، آهنگساز و خواننده سرشناس بریتانیایی ساخته و اجرا کرده‌است. از دیگر هنرمندانی که در موسیقی فیلم ظاهر می‌شوند می‌توان نصرت فاتح‌علی خان و محمود تبریزی‌زاده (کمانچه) نام برد.

## جنجال
در این فیلم عیسی مسیح نه به عنوان فردی «مقدس» یا «پیامبری معصوم» بلکه به صورت فردی عادی با وسوسه‌های شهوانی که همواره با شک و تردید نفس اماره درگیر است و از درد و شکنجه هراسان است به تصویر کشیده شده‌است.
پدر و مادر مارتین به او توصیه کردند از ساخت این فیلم خودداری کند.

### واکنش‌ها
در آمریکا یک انجمن مسیحی در نامه‌ای به یونیورسال پیکچرز، شرکت سازنده فیلم پیشنهاد داد آماده است همه نسخه‌های فیلم را خریداری کرده و نابود کند.
فیلم در کشورهایی مانند ترکیه، شیلی، مکزیک، فیلیپین و سنگاپور ممنوع شد و در آمریکا تنها پس از حذف چند صحنه به روی اکران رفت.
در ۲۲ اکتبر ۱۹۸۸ یک گروه کاتولیک در سینمای سنت میشل پاریس — که این فیلم را اکران کرده بود — بمب‌گذاری کردند. آنها نیمه شب یک وسیله انفجاری حاوی پتاسیم کلرات را در زیرزمین سینما قرار دادند و از یک ویال حاوی سولفوریک اسید به عنوان چاشنی انفجار استفاده کردند. در نتیجه این رخداد، سینما آتش گرفت.
در داخل آمریکا رهبران مسیحیت انجیلی آشکارا مارتین اسکورسیزی را به مرگ تهدید کردند. طوریکه او تا چند سال با محافظ در برنامه‌های عمومی ظاهر می‌شد.